# Discovery Channel (Polonia)
Discovery Channel Poland è un canale televisivo polacco che trasmette programmi d'intrattenimento.
Discovery Channel è disponibile in Polonia a partire dal 1998 quando la piattaforma Wizja TV lanciò il canale. La programmazione polacca dedicata venne lanciata il 30 ottobre 2002. Il canale iniziò ad utilizzare il nuovo logo di Discovery Channel il 1º luglio 2009.
Con uno share complessivo dello 0,67%, Discovery Channel divenne il diciassettesimo canale televisivo più visto in Polonia nel 2011, secondo le statistiche pubblicate da Nielsen. Finora è il più popolare dei canali televisivi dedicati ai documentari presenti in Polonia.
Il 18 aprile 2012 Discovery Channel iniziò a trasmettere nel formato 16:9.
La versione HD del canale venne lanciata il 17 gennaio 2013 e rimpiazzò Discovery HD Showcase in tutte le maggiori piattaforme televisive polacche.